# Ficktjuven (film, 1959)
Ficktjuven (originaltitel: Pickpocket) är en fransk dramafilm från 1959 i regi av Robert Bresson. Filmen bygger löst på romanen Brott och straff av Fjodor Dostojevskij.

## Medverkande
| Martin LaSalle  | – Michel                 |
| Marika Green    | – Jeanne                 |
| Jean Pélégri    | – L'inspecteur Principal |
| Dolly Scal      | – La mère                |
| Pierre Leymarie | – Jacques                |
| Kassagi         | – 1er complice           |
| Pierre Étaix    | – 2e complice            |
| César Gattegno  | – Un inspecteur          |